# Mount Elliot
Mount Elliot est une localité rurale de la Ville de Townsville au Queensland en Australie.
Elle est sise autour de la montagne du même nom.

## Géographie
La Bruce Highway et la ligne de chemin de fer de la côte nord forment la limite nord de la localité, la localité étant autrefois desservie par la gare ferroviaire de Clevedon, aujourd'hui abandonnée.La partie nord de Mount Elliot est encore connue sous le nom de Clevedon,.
L'ensemble de la localité fait partie du Bowling Green Bay National Park.

## Histoire
Mount Elliot a probablement été nommée ainsi par Thomas Stewart, capitaine du navire marchand Lady Elliot (en), qui a navigué de Calcutta à Sydney en 1815-1816. Le navire porte le nom de l'épouse de Hugh Elliot, conseiller privé et gouverneur de Madras de 1814 à 1820.
De 1846 à 1863, James Morrill, survivant d'un naufrage, y vit avec un clan autochtone.